# Ulotrichopus ochreipennis
Ulotrichopus ochreipennis är en fjärilsart som beskrevs av Butler 1878. Ulotrichopus ochreipennis ingår i släktet Ulotrichopus och familjen nattflyn. Inga underarter finns listade i Catalogue of Life.